# جمال خشارم
جمال خشارم (ولد في 26 يناير 1982 في تونس، تونس) لاعب كرة قدم تونسي سابق كان يجيد اللعب في مركز الوسط المحوري ومدرب كرة قدم حاليا. حاليا من دون عقد.